# Stenichnoteras

Stenichnoteras (лат.) — род мирмекофильных коротконадкрылых жуков из подсемейства Scydmaeninae. Сейшельские острова.

## Распространение
Встречаются только на Сейшельских островах (севернее Мадагаскара).

## Описание
Мелкие коротконадкрылые жуки, длина тела около 2 мм. Глаза мелкие и выпуклые. Надкрылья гладкие, блестящие. Усики с 4-члениковой булавой, увеличиваются к вершине; 8-10-й сегменты каждый шире, чем предыдущий, а последний 11-й членик усиков самый крупный, длиннее, чем 9 и 10-й вместе взятые. Простернум короткий, Щеки увеличенные, есть рудиментарные базальные ямки надкрылий. Длинные волоски покрывают надкрылья, боковые части переднеспинки, конечности и усики. Род был впервые выделен в 1922 году британским энтомологом Хью Скоттом (Hugh Scott, Curator in Entomology in the University of Cambridge) по единственному виду (Stenichnoteras montanum Solier, 1849). Название рода Stenichnoteras происходит от двух слов: греческого teras (монстр) и имени сходного рода Stenichnus.
Скотт (Scott, 1922) предположил, что характерные для Stenichnoteras признаки строения можно рассматривать, как термито- или мирмекофильные. Среди них «крупные глобулы на терминальных члениках усиков и на нижнечелюстных щупиках», расширенный пронотум, наличие тонких и толстых щетинок на различных частях тела. Однако, последний признак можно обнаружить у представителей многих родов трибы Cyrtoscydmini, не связанных с мирмекофилией или термитофилией.
Таксон Stenichnoteras близок к родам Euconnus и Stenichnus, и включён в трибу Cyrtoscydmini из подсемейства Scydmaeninae.